# Berriatua
Berriatua város Spanyolországban,  Bizkaia tartományban. Berriatua Mendexa, Amoroto, Markina-Xemein, Ondarroa és Mutriku községekkel határos. Lakosainak száma 1247 fő (2024).

## Népesség
A település népessége az utóbbi években az alábbiak szerint változott:
| Lakosok száma | 944  | 1077 | 1232 | 1309 | 1254 | 1236 | 1241 | 1245 | 1220 | 1247 |
|               | 2001 | 2004 | 2007 | 2009 | 2012 | 2014 | 2017 | 2019 | 2022 | 2024 |